# 1395 w literaturze
Wydarzenia literackie w 1395 roku.

## Zmarli
- John Barbour, poeta szkocki